# Павло (Голишев)
Павло Голишев (в миру Євген Голишев; 19 вересня 1914,Катеринослав — 21 січня 1979, Брюссель) — єпископ Російської православної церкви, церковний педагог. За походженням — українець із Дніпра.

## Життєпис
Народився в сім'ї гірничого інженера і землевласника Павла Голишева. В кінці 1918 родина Голишева емігрувала закордон: спочатку в Туреччину, потім у Францію і остаточно оселилася в Бельгії.
У 1935 закінчив з відзнакою коледж в Брюсселі.

### Служіння у Франції та Бельгії
1 листопада 1936 пострижений у рясофор, 16 березня 1937 — в мантію, з 19 березня 1937 року — ієродиякон.
З 2 червня 1938 — ієромонах, настоятель православної церкви Антверпена.
У 1939 закінчив Свято-Сергієвський православний богословський інститут в Парижі зі ступенем кандидата богослов'я.
Виконував доручення митрополита Євлогія Георгієвського. Пізніше згадував: «Бувало, запросить мене до себе митрополит Євлогій, і скаже: ось там-то проштрафився священник, і прихід спорожнів, їдь, мій милий, туди, зроби там все, як слід, і я, звичайно, їхав ... Можна сказати, я був на становищі посла, і від цього обов'язку ніколи не усувався».
З 1941 — ігумен, настоятель по черзі двох церков у Франції і духівник церковно-соціальної організації «Православне діло» в Парижі, заснованої Марією Скобцовою.
У період служби в Тулоні часто відвідував місцевий табір військовополонених, де дуже багато було полонених з Російської федерації. За активну допомогу полоненим був заарештований і доставлений до Парижа, але незабаром звільнений. Після Другої світової війни перейшов під омофор РПЦ.

### Священник в СРСР
У листопаді 1947 повернувся на батьківщину, був прийнятий до числа братії Троїце-Сергієвої Лаври, визначений проповідником і скарбником, одночасно призначений перекладачем з французької мови при Відділі зовнішніх церковних зносин Московської Патріархії.
З вересня 1950 — викладач Одеської духовної семінарії і скарбник Успенського чоловічого монастиря в Одесі.
З вересня 1952 — парафіяльний священник у місті Пскові.
З жовтня 1953 — викладач Санкт-Петербурзької духовної семінарії і академії та виконувач обов'язків секретаря Навчального комітету Московської Патріархії.
З листопада 1954 — настоятель в різних церквах Ставропольської єпархії, а потім настоятель церкви в Кисловодську.

### Архієрей

#### На Пермській кафедрі
З 7 липня 1957 — єпископ Пермський і Солікамський. У цей період в єпархії була закрита третина парафій. Не бажаючи миритися зі свавіллям, запропонував створити при облвиконкомі комісію для вирішення долі намічених до закриття парафій, але йому не вдалося домогтися створення такої комісії. За наполяганням обкому КПРС, управління КДБ і місцевого уповноваженого у справах релігії був переведений в Астрахань.

#### Служіння в Астрахані
З 15 вересня 1960 — єпископ Астраханський і Єнотаевський.
Багато проповідував, його часті богослужіння залучали безліч вірян. Володів містичним складом душі, був аскетом, завжди допомагав незаможним, жебракам, що мешкали на території церкви. За спогадами сучасників, «по суті своїй, усе його життя перетворилося на постійну духовну боротьбу, і не тільки внутрішню, але і зовнішню "із владою і світотримачами віку цього". Причина цього конфлікту ховалася в самій натурі архієпископа Павла — прямій, відкритій, відданій православ'ю, що не йде ні на які поступки та компроміси». Під час одного з богослужінь в Астрахані кілька людей напали на нього і почали з лайкою зривати з архієрея одяг. Відразу ж після служби його відвезли з храму «швидкою допомогою».
25 лютого 1964 піднесений у сан архієпископа.

#### Новосибірський архієпископ
З 23 червня 1964 — архієпископ Новосибірський і Барнаульський. Переведення з Астрахані популярного архієрея викликало сум серед віруючих, що звернулися до Патріарха Алексія I з клопотанням про скасування цього рішення, однак воно було залишене в силі. На новому місці служіння проявив себе як ревний проповідник, що намагався відвідувати всі парафії тодішньої великої єпархії, як принциповий захисник православ'я.
У 1965 підписав складений архієпископом Єрмогеном Голубєвим звернення до Патріарха Алексія I з проханням скасувати нав'язані совєцькою владою рішення Архієрейського собору 1961, що применшували права духовенства.
5-е управління КДБ відзначало: «в низці районів Томської і Новосибірської областей замінив малограмотних і неактивних священників добре підготовленими в богословському відношенні молодими людьми. Молоді священники стали більше надавати уваги питанням залучення в лоно церкви молоді. З цією метою до участі в хорі ними була залучена група (5 осіб) старшокурсників музичного училища, комсомольців, активних громадських діячів».
Незважаючи ні на що, архієпископ в своїй єпархії намагався відновити роль настоятеля парафії: «Архієпископ Павло прагне також зміцнити становище священників у виконавчих органах релігійних громад. Спираючись на реакційні елементи з-поміж активу віруючих, він спільно зі своїм оточенням проводить лінію на усунення голів церковних рад, які стримують прагнення духовенства контролювати та направляти діяльність громад».
У 1971 під час роботи передсоборної комісії звернувся до голови комісії митрополита Крутицького і Коломенського Пимена з «Пропозицією», в якій висловив побажання переглянути на майбутньому Помісному соборі рішення Архієрейського собору 1961 року, зокрема розділ «Про парафії», внісши в нього зміни, що розширюють права духовенства в парафіяльних справах. Не був допущений на Собор, а його пропозиції на ньому не обговорювалися.

#### Звільнення на спокій
З 2 лютого 1972 — архієпископ Вологодський і Великоустюзький.
За спогадами протоієрея Георгія Іванова: «Ось приїхав владика Павло Голишев з Новосибірська. <...> Таких архіпастирів треба не знаю як і цінувати! Він весь жив у Бозі, був відданий Церкві. Деякі його дії як емігранта не входили в совєцькі поняття. Висвятити священника — справа архієрея. А при совєцьких законах треба було це узгоджувати з уповноваженим ради у справах релігії при облвиконкомі. Він не завжди це робив, вважав: "Це моє право!". А священникові після цього не давали реєстрації, без чого служити було не можна <...> Народ-то його полюбив, а духовенство —  ні, він був дещо суворим із духовенством. Приїжджала якась представницька дама, лікар, і букет троянд під ноги владиці кинула, як він в храм зайшов. Наші місцеві подивилися: так, ми не цінуємо свого владику, а з Новосибірська такі люди приїжджають за ним. Але йому не дали тут розвернутися, кисень перекрили». В результаті тиску з боку влади вже 11 жовтня 1972 заочно засуджений Священним Синодом з формулюванням «за порушення канонічних норм, негідну поведінку і нездатність керувати церковним життям», звільнений від управління Вологодською єпархією і звільнений на спокій.
Проживав у Кисловодську. Неодноразово усно і письмово звертався до Патріарха Пімена з проханням призначити його знову на кафедру, але його прохання залишилися без відповіді. Просив про виїзд за кордон, причому його прохання було підтримане президентом Франції Жоржем Помпіду.

### Нова еміграція
У жовтні 1975 виїхав до Франції до свого брата, потім переїхав до Бельгії. Служив на російських парафіях в Нідерландах, Бельгії і Німеччини, що перебували під омофором Константинопольського Патріархату, читав лекції в ряді університетів. Помер від лейкемії, похований у Франції, на цвинтарі Bois-Colombes (Asnieres) під Парижем. Синодальне засудження єпископа 1972 року не скасоване.

## Нагороди
- Орден святого рівноапостольного князя Володимира II ступеня (11 травня 1963) — на честь 50-річчя служіння Святішого Патріарха Святої Православної Церкви в єпископському сані і в пам'ять спільного церковного служіння.[3]